# Cremastus utahensis
Cremastus utahensis là một loài tò vò trong họ Ichneumonidae.